# Nava Ebrahimi

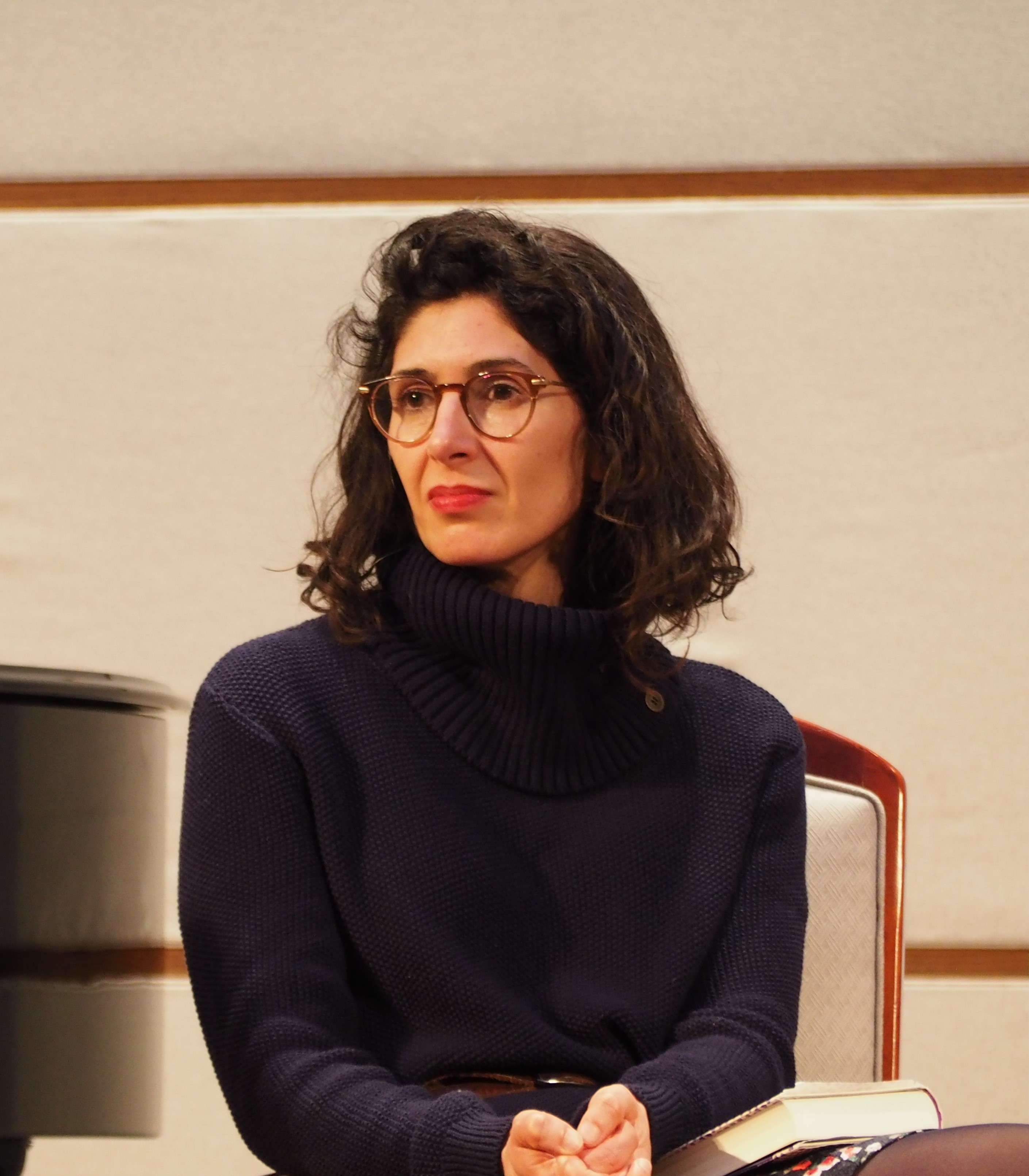
Nava Ebrahimi, 2018

Nava Ebrahimi (* 1978 in Teheran, Iran) ist eine iranisch-deutsche Schriftstellerin. Ihr Roman Sechzehn Wörter wurde wiederholt ausgezeichnet. Im Jahr 2021 wurde ihr der Ingeborg-Bachmann-Preis für ihren Text Der Cousin zugesprochen.

## Leben
Ebrahimi kam mit ihren Eltern und ihrer Schwester im vierten Lebensjahr nach Deutschland. Sie besuchte die Kölner Journalistenschule, studierte Volkswirtschaftslehre in Köln und arbeitete unter anderem als Redakteurin bei der Financial Times Deutschland und der Kölner StadtRevue sowie als Nahost-Referentin für die Bundesagentur für Außenwirtschaft. 2007 war sie Finalistin beim Literaturpreis Open Mike, 2013 nahm sie an der Bayerischen Akademie des Schreibens teil.
Seit 2012 lebt sie mit ihrer Familie in Graz. Für ihren ersten Roman Sechzehn Wörter wurde sie im Rahmen der Verleihung des Österreichischen Buchpreises 2017 mit dem mit 10.000 Euro dotierten Debütpreis ausgezeichnet. In diesem Roman reist die Protagonistin Mona mit ihrer Mutter von Köln zur Beerdigung ihrer Großmutter in den Iran. 2023 wurde eine Bühnenfassung des Romanes von Margit Mezgolich mit der Gruppe Theater IG Fokus in der Zacherlfabrik auf die Bühne gebracht. 2025 wurde Sechzehn Wörter am Theater im Fridericianum des Staatstheaters Kassel von Dariusch Yazdkhasti inszeniert.
2018 wurde sie zum Festival Neue Literatur in New York City eingeladen. Mit Das Paradies meines Nachbarn veröffentlichte sie 2020 ihren zweiten Roman, dessen Hauptfigur ein exzentrischer Münchner Star-Designer und Exil-Iraner namens Ali Najjar ist. Der Roman kam im Mai und Juni 2020 auf die ORF-Bestenliste.
Von Klaus Kastberger wurde sie 2021 zum Ingeborg-Bachmann-Wettbewerb eingeladen, den sie mit dem Text Der Cousin gewann. Im September 2021 hielt sie die Festrede zur Wiedereröffnung des Wiener Burgtheaters nach der Schließung des Theaters aufgrund der COVID-19-Pandemie ab November 2020. 2023 wurde ihr Stück Die Cousinen an der Volkstheater-Dunkelkammer mit Irem Gökçen, Hasti Molavian und Claudia Sabitzer unter der Regie von Laura N. Junghanns uraufgeführt.
Ebrahimi hat im akademischen Jahr 2024/25 die Poetikdozentur Neue deutsche Literatur inne, die vom Literaturhaus Hannover und dem Deutschen Seminar der Leibniz Universität Hannover 2022 gemeinsam ins Leben gerufen wurde und von der VGH Stiftung gefördert wird. Im Rahmen der Tage der Deutschsprachigen Literatur 2025 hielt sie die Klagenfurter Rede zur Literatur unter dem Titel Drei Tage im Mai. Ebenfalls 2025 folgte sie Barbara Frischmuth in der Jury des Rotahorn-Literaturpreis nach.

## Auszeichnungen und Nominierungen
- 2017: Debütpreis des Österreichischen Buchpreises für Sechzehn Wörter
- 2017: Nominierung für den Klaus-Michael Kühne-Preis für Sechzehn Wörter[27]
- 2017/2018: Projektstipendium Literatur BKA
- 2019: Morgenstern-Preis des Landes Steiermark für Sechzehn Wörter[28]
- 2019: Nominierung für den AK-Literaturpreis der Arbeiterkammer Oberösterreich für Die Rückkehr der Angst (Romanauszug)[29]
- 2020: Rotahorn-Literaturpreis[30]
- 2021: Ingeborg-Bachmann-Preis[18]
- 2024:  Literaturstipendium der Stadt Graz[31]
- 2025: Longlist des Deutschen Buchpreises mit Und Federn überall[32]

## Werke (Auswahl)
- Sechzehn Wörter. Roman. btb-Verlag, München 2017, ISBN 978-3-442-75679-7 (= Ein Buch für die Stadt 2022[33]).
- Das Paradies meines Nachbarn. Roman. btb-Verlag, München 2020, ISBN 978-3-442-75869-2.
- Einander: Ein Buch, das Generationen verbindet., mit Illustrationen von Sabine Presslauer, Leykam, Graz 2021, ISBN 978-3-7011-8203-9.[34][35]
- Wer ich geworden wäre, wenn alles ganz anders gekommen wäre: Herkunft. Identität. Imagination, Literaturverlag Droschl, Graz 2024, ISBN 978-3-99059-156-7.
- Drei Tage im Mai. Gehalten als Rede zur Literatur am 25. Juni 2025 bei den 49. Tagen der deutschsprachigen Literatur in Klagenfurt.[36]
- Und Federn überall, Roman, Luchterhand, München 2025, ISBN 978-3-630-87745-7.